# برد (تابش ذرات)
ذرات باردار در عبور از ماده، یونیزه می‌شوند و بنابراین در مراحل مختلفT انرژی خود را از دست می‌دهند، تا زمانی که انرژی آنها (تقریباً) صفر شود. فاصله تا این نقطه، بُرد ذره نامیده می‌شود. مسافت این بُرد به نوع ذره، انرژی اولیه آن و ماده‌ای که از آن عبور می‌کند بستگی دارد.
برای مثال، اگر ذره یونیزه‌کننده‌ای که از ماده می‌گذرد، یک یون مثبت مانند ذره آلفا یا پروتون باشد، از طریق برهمکنش کولمبیک با الکترون‌های اتمی در ماده برخورد خواهد کرد. از آنجایی که جرم پروتون یا ذره آلفا بسیار بیشتر از الکترون است، هیچ انحراف چشمگیری از مسیر تابش وجود نخواهد داشت و انرژی جنبشی بسیار کمی در هر برخورد از بین می‌رود. به این ترتیب، برای متوقف شدن چنین تابش یونیزه‌کننده سنگینی در محیط یا ماده متوقف‌کننده، برخوردهای متوالی زیادی لازم است. بیشترین اتلاف انرژی در برخورد رودررو با یک الکترون رخ خواهد داد.
از آنجایی که پراکندگی با زاویه بزرگ برای یون‌های مثبت نادر است، بستگی به انرژی و بار آن و همچنین انرژی یونیزاسیون محیط متوقف‌کننده، می‌توان محدوده‌ای را برای آن تابش به خوبی تعریف کرد. از آنجایی که ماهیت چنین برهمکنش‌هایی آماری است، تعداد برخوردهای لازم برای متوقف کردن یک ذره تابشی در محیط، با هر ذره کمی متفاوت خواهد بود (یعنی، برخی ممکن است مسافت بیشتری را بپیمایند و برخوردهای کمتری نسبت به دیگران داشته باشند). از این رو، تغییر کوچکی در محدوده وجود خواهد داشت که به عنوان تکاپو (straggling) شناخته می‌شود.